# Prònax
Prònax (en grec antic Πρώναξ), segons la mitologia grega, va ser un heroi, fill de Tàlau, rei d'Argos, el fill de Biant, i de Lisímaca.
Prònax és germà d'Adrast i d'Erifile. Va tenir una filla, Amfítea, que es va casar amb Adrast, i se li atribuïa un fill, Licurg, el pare d'Ofeltes. Algunes versions diuen que Amfítea es va casar amb Dió, rei de Lacònia.
Prònax va ser mort a Argos pel seu cosí Amfiarau amb motiu d'una rebel·lió. Es deia que els Jocs Nemeus van tenir per origen els jocs fúnebres celebrats en el seu honor.